# Johann Christian Gottfried Fritzsch
Johann Christian Gottfried Fritzsch (* ca. 1720 in Hamburg; † 1802 oder 1803 ebenda) war ein deutscher Kupferstecher.

## Leben

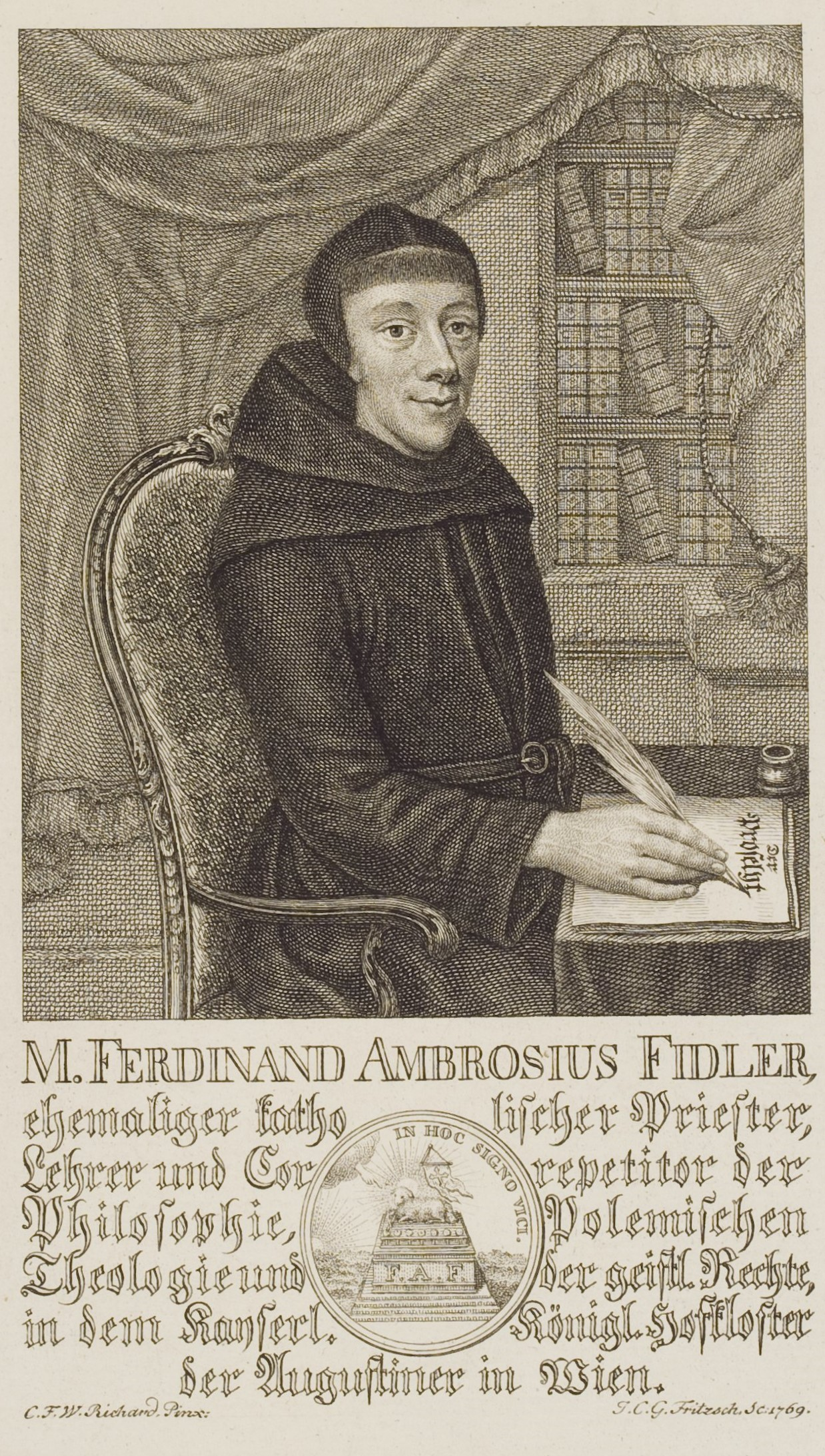
Ferdinand Ambrosius Fidler nach Carl Friedrich Wilhelm Richard

Fritzsch war der Sohn des Hofkupferstechers Christian Fritzsch und dessen Frau Anna Elisabeth (geborene Gebien). Auch sein älterer Bruder Christian Friedrich Fritzsch wurde Kupferstecher, beide erlernten den Beruf bereits im Kindesalter von ihrem Vater in dessen Werkstatt in Schiffbek. Er arbeitete in Leipzig und in Amsterdam, bevor er wieder nach Hamburg zurückkehrte, wo er „in Dürftigkeit gestorben sein“ soll. Er stach zahlreiche Buchillustrationen und Porträts, darunter ein Bildnis des Abtes Ferdinand Ambrosius Fidler nach Carl Friedrich Wilhelm Richard, das 1858 in Leipzig versteigert wurde.